# Webmail
Als Webmail werden Dienste im World Wide Web bezeichnet, welche die Verwaltung von E-Mails mit einem Webbrowser ermöglichen. Standardmäßig sind ein Adressbuch und Dateiverzeichnis integriert. Immer mehr Webmail-Anwendungen bieten Groupware-Funktionalitäten an. Viele Internetdienstanbieter stellen auch Webmail zur Verfügung, bei Freemail-Anbietern meist über Werbung finanziert.

## Vor- und Nachteile
Vorteilhaft sind die geringen Anforderungen, da E-Mails von jedem Computer mit Internetanbindung und Webbrowser verfügbar sind. Zudem ist der letzte Stand der Bearbeitung des Postfachs (z. B. gelesene, verschobene, gelöschte E-Mails, Adressbuch) überall der gleiche, egal ob man von zu Hause, im Büro oder unterwegs auf seine E-Mail zugreift. Das Risiko eines Datenverlusts kann in aller Regel als geringer als auf dem privaten Computer eingeschätzt werden, insoweit davon auszugehen ist, dass der Webmail-Anbieter eine professionellere Datensicherungsstrategie verfolgt als ein Privatanwender.
Nachteilig ist, dass die Weboberflächen im Vergleich zu gängigen E-Mail-Clients teils weniger Funktionen beherrschen. Insbesondere bei der mobilen Bearbeitung von Mails besteht kein Zugriff auf das Postfach, wenn die Netzverbindung unterbrochen ist. Des Weiteren können Mails nicht von einem Konto auf ein anderes verschoben werden.

## Server-Software
Zur Bereitstellung von Webmail-Diensten eignen sich Programme wie
- Atmail (PHP, Ajax, Apache2),
- Citadel/UX (inklusive Groupware-Funktionalität, -GPL),
- Internet Messaging Program (IMP) Horde-Groupware (PHP, -GPL),
- SquirrelMail (PHP, -GPL),
- Roundcube (PHP, Ajax -GPL),
- Microsoft Exchange Server (kommerziell; Outlook on the web)